# Lieferroboter

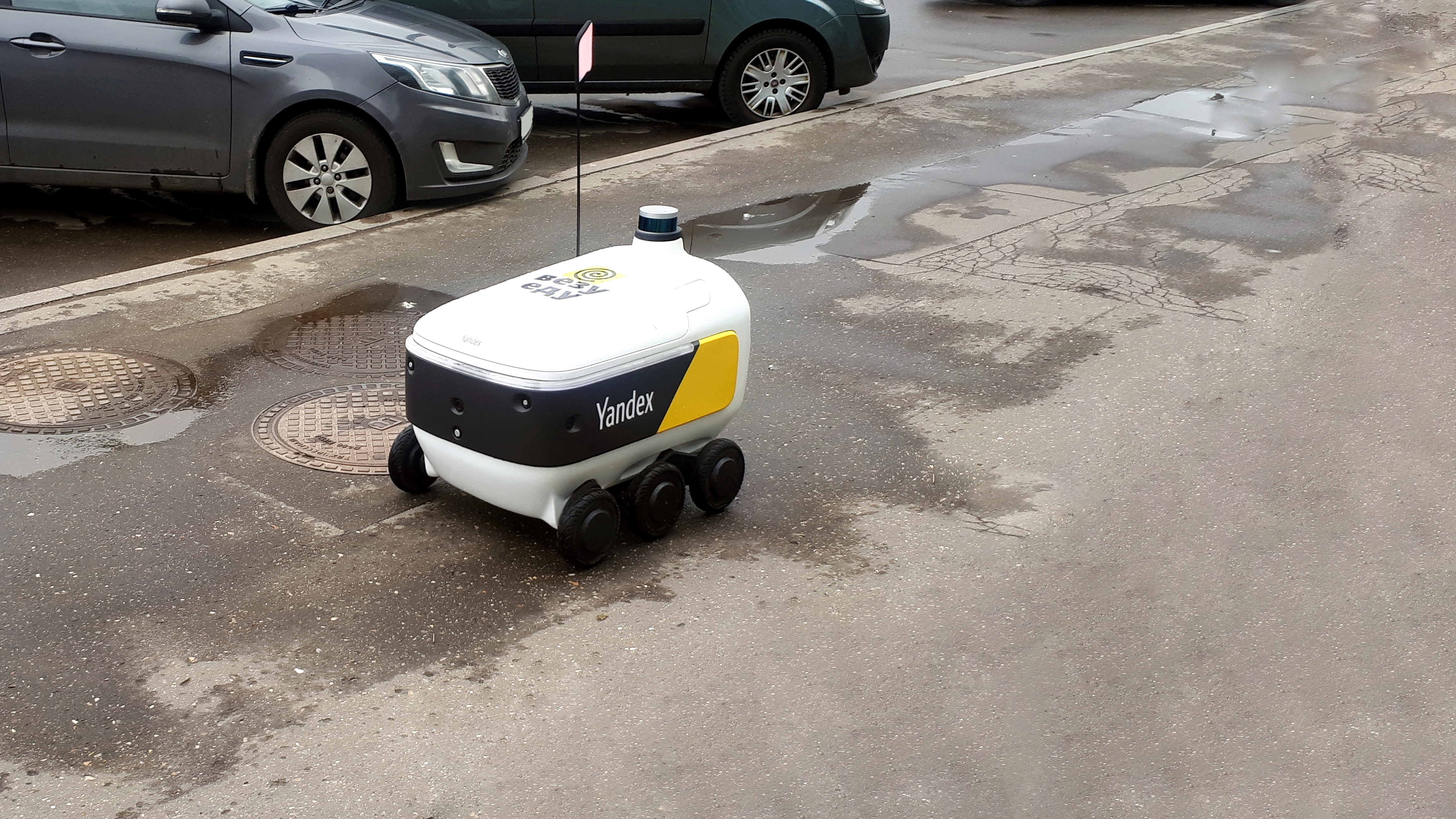
Lieferroboter Yandex auf dem Gehsteig

Ein Lieferroboter ist ein autonomer Roboter, der die Lieferung von Waren auf der „letzten Meile“ übernimmt. Diese Roboter sind mit Sensoren und Kameras ausgerüstet und werden teilweise fernüberwacht. Ein Operator kann kurzzeitig die Kontrolle über den Roboter übernehmen, um ihn aus einer Situation zu navigieren, aus der der Roboter nicht selbst herauskommt, zum Beispiel wenn er in einem Hindernis feststeckt. Solche Roboter können in verschiedenen Situationen eingesetzt werden, wie die Lieferung von vorbestelltem Essen oder jene anderer Waren. Sie werden oft auch in Spitälern oder als eine Form des Zimmerservice in Hotels eingesetzt.

## Anwendungen

### Essenslieferungen
Vor der COVID-19-Pandemie wurden Lieferroboter nur selten zur Essenslieferung eingesetzt. Im Januar 2019 gab es einzelne Einsätze auf den Campusen von Colleges in den Vereinigten Staaten. George Mason University war die erste Universität, welche Essenslieferungen auf Abruf durch Roboter einsetzte. Sie benutzte dazu eine Flotte von 25 Robotern des Herstellers Starship Technologies. Als die Pandemie nicht abflaute, nahm die Anzahl der Anfragen nach Essenslieferungen stark zu. Dadurch stiegen auch die Anfragen, Essen auf dem Campus durch Roboter ausliefern zu lassen. Firmen wie Starship oder Kiwibot lieferten hunderte solcher Roboter an Universitäten, zum Einsatz auf dem jeweiligen Campus. Sie wurden auch außerhalb von Universitäten in den Vereinigten Staaten und in England eingesetzt. Essenslieferdienste begannen damit, solche Roboter einzusetzen. Grubhub ging eine Partnerschaft mit Yandex ein, um ihren Service an Universitäten anzubieten. Es gibt auch Einschränkungen beim Einsatz von Lieferrobotern für Essenslieferungen: Das Essen kann nicht an der Türschwelle abgestellt werden, und die Roboter sind nicht darauf ausgelegt, in schwierigem Terrain zu navigieren. In solchen Fälle greifen Operatoren aus der Ferne ein, um den Robotern dabei zu helfen, um Hindernisse herumzunavigieren.

### Lieferung von Einkäufen

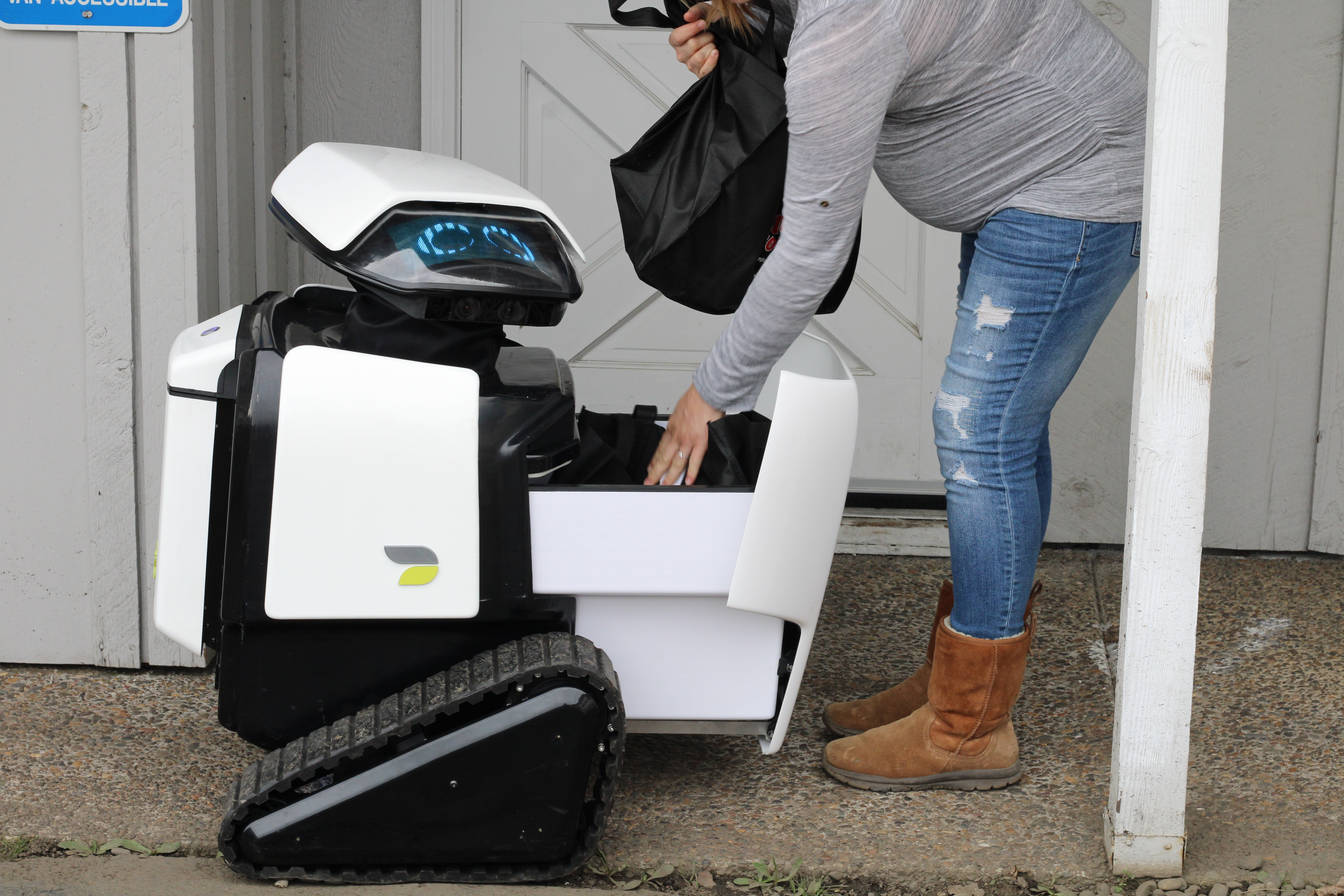
Daxbot liefert Essenseinkäufe

Im April 2018 lancierte Starship Technologies seinen Lieferdienst für Einkäufe, in Milton Keynes, England. Dazu gingen sie Partnerschaften mit den Supermarktketten The Co-op und Tesco ein. Zu diesem Zeitpunkt hatte Milton Keys die „weltgrößte Flotte an autonomen Robotern“.
Anfang 2022 öffnete Nourish + Bloom, der erste vollautomatisierte Lebensmittelladen, welcher von Afroamerikanern betrieben wird. Das Geschäft setzt Software zur automatischen Objekterkennung durch Kameras sowie auf künstlicher Intelligenz basierende Software zur Erkennung von Sprachen und Gestik ein. Nourish + Bloom setzt für die Lieferung auf Roboterfahrzeuge von Daxbot. Dieses Startup aus Philomath, Oregon setzte auf Crowdfunding, um ein Gefährt zu entwickeln, welches eine Reichweite von 10 Meilen hat, und sich mit 4 Meilen pro Stunde fortbewegt. Es verfügt auch über einen temperaturregulierten Lieferraum.

### Lieferung von Paketen
Im Januar 2019 lancierte Amazon einen Dienst für ausgewählte Kunden: Amazon Prime Kunden konnten sich kleine Pakete mit Lieferrobotern bringen lassen, welche Amazon Scout genannt wurden. Der Testlauf wurde in der Region Seattle durchgeführt, und später au Irvine, Atlanta, und Franklin im Bundesstaat Tennessee ausgeweitet. Im Jahr 2021 richtete Amazon ein Entwicklungszentrum in Finnland ein; Ziel war, die Technologie weiterzuentwickeln, dass die Roboter bei alltäglichen Navigationsaufgaben besser zurechtkommen.

### Einsatz in Spitälern
In einem Spitalsumfeld können Lieferroboter mehrere Aufgaben wahrnehmen um die Betriebskosten zu reduzieren. Dazu zählt der Transport oder die Lieferung von Essen, medizinischen Proben und Medikamenten. Sensoren ermöglichen es den Robotern, im Inneren von Spitalsgebäuden zu navigieren. Meistens verfügen sie über in zusätzliches Modul, welches ihnen erlaubt, einen Aufzug zu rufen, und dem Aufzug mitzuteilen, in welches Stockwerk er fahren soll. Dadurch können diese Roboter auch in mehrgeschossigen Gebäuden eingesetzt werden. Einige Roboter sind mit Fingerabdruckscannern ausgestattet, um unerlaubten Zugriff auf das Lieferfach zu unterbinden. Im Jahr 2019 gab es über 150 Spitäler, welche Lieferroboter einsetzen. Die zweite Gruppe von Aufgaben ist der Transport von Schmutzwäsche und medizinischen Abfällen. Aufgrund der zu transportierenden Lasten sind hierfür Schwerlastroboter erforderlich.
Das Sheba Medical Center in Israel setzt Lieferroboter ein, um den Krankenschwestern Medikamente für Chemotherapie direkt von der Apotheke zu liefern; dies verkürzt die Wartezeit.

### Zimmerservice
Im Jahr 2014 führte ein Startup, Savioke, einen Zimmerserviceroboter ein. Wenn das Personal eine Anfrage eines Gastes erhielt, füllten sie die Bestellung in den Roboter. Der Roboter lieferte die Bestellung danach aufs Zimmer. Im Jahr 2016 waren ganze Flotten solcher Roboter bei fünf großen Hotelketten im Einsatz. Im August 2017, führte das Hotel M Social in Singapur >Zimmerserviceroboter namens AURA ein. Diese unterstützten Mitarbeiter bei der Lieferung von Wasserflaschen und Handtüchern.

## Firmen

### Gehsteigroboter
Viele Firmen benutzen sogenannte Gehsteigroboter, um kleine Pakete, wie Essen oder andere Einkäufe auf der letzten Meile zu transportieren. Diese Roboter benutzen den Gehsteig, ihr Tempo entspricht dem von schnellem Gehen. Unter anderem folgende Firmen sind in diesem Bereich aktiv:

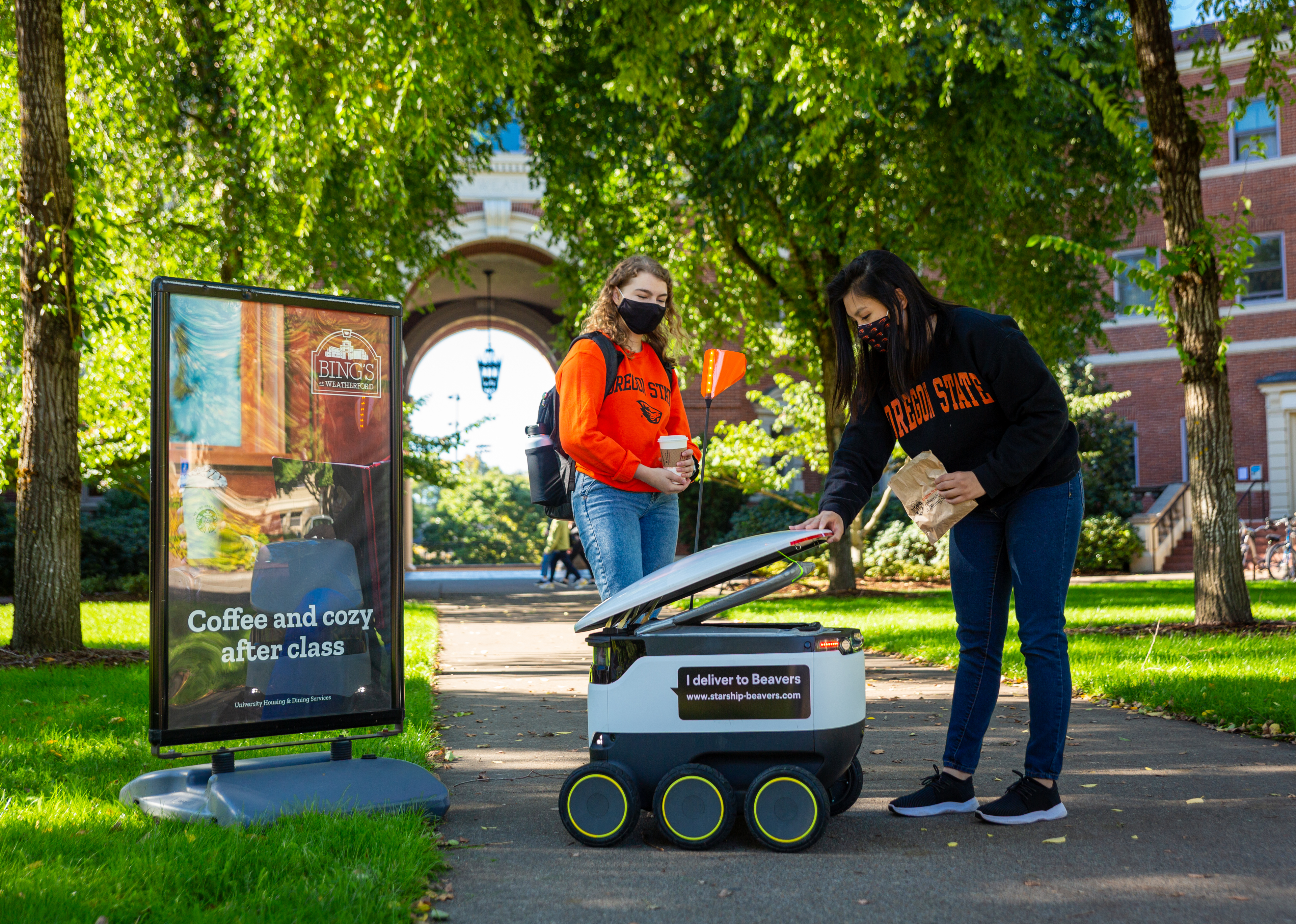
Ein Gehsteigroboter von Starship liefert Essen an Studenten der Oregon State University, USA

- Starship Technologies – 2014 gegründet, ab 2018 kommerzielles Service. Heute an vielen Universitäten in den USA, aber auch weltweit aktiv. Das Service wächst exponentiell. Bis zum Januar 2021 sind eine Million Lieferungen durchgeführt worden.[13]
- Cartken[14]

### Drohnen
- Zipline – Dabei handelt es sich um eine Drohne, welche Medikamente und Blutkonserven mit einem Fallschirm abwirft. Im Juni 2022 waren 325.000 Lieferungen durchgeführt worden. Das Unternehmen arbeitet derzeit mit Walmart in den USA, mit der Toyota Tsusho Corporation in Japan und auf nationaler Ebene in Ruanda und Ghana zusammen, wo es mehr als 2.000 Gesundheitseinrichtungen beliefert".[15][16][17]

### Hyundai Motor Group
Hyundai Motor Group stellte am 13. Dezember 2022 einen elektrisch betriebenen autonomen Lieferroboter vor. Dieser Roboter verfügt über ein Modul, welches eine optimale Route zur Lieferung von Waren an den Zielort selbständig berechnet.

## Interaktion mit Menschen
Die Roboter sind autonom, sie interagieren eigenständig mit den Menschen, was zu positiven und negativen Begegnungen führt. Gemäß Starship Technologies, würden die Roboter von Leuten getreten. Der Großteil der Begegnungen mit Menschen sei jedoch positiv. Aufgrund ihres Aussehens, hätten viele Leute die Roboter anthropomorphisiert. Dies hat zu Begegnungen geführt, bei denen Menschen ein Gefühl der Fürsorge für die Roboter entwickeln; sie helfen den Robotern, wenn sie feststecken, sie sorgen sich um die Roboter auf ihren Fahrten, oder loben sie für Lieferdienste oder danken ihnen dafür.